# Шагиев, Рустам Раилович
Рустам Раилович Шагиев (род. 23 января 1963) — советский и российский легкоатлет, специалист по бегу на длинные дистанции и марафону. Выступал 1986—1995 годах, обладатель серебряной медали Универсиады, двукратный победитель Сибирского международного марафона, многократный призёр первенств всесоюзного и всероссийского значения, участник ряда крупных международных стартов на шоссе. Представлял Ульяновск и спортивное общество «Урожай». Мастер спорта СССР международного класса.

## Биография
Рустам Шагиев родился 23 января 1963 года. Занимался лёгкой атлетикой в Ульяновске под руководством заслуженного тренера РСФСР Николая Дмитриевича Карпова. Выступал за добровольное спортивное общество «Урожай» и Профсоюзы.
Впервые заявил о себе на всесоюзном уровне в сезоне 1986 года, когда занял 16-е место на марафоне в Вильнюсе и выиграл марафон в рамках IX летней Спартакиады народов СССР в Ташкенте.
В 1987 году с личным рекордом 2:13:33 финишировал седьмым на марафоне в Ужгороде, занял восьмое место на чемпионате СССР в Могилёве, показал шестой результат на марафоне в Белой Церкви.
В 1988 году был седьмым на марафоне в Витри-сюр-Сен, 13-м на марафоне в Ужгороде, шестым на чемпионате СССР в Таллине, закрыл десятку сильнейших Нью-Йоркского марафона.
В 1989 году занял 13-е место на Кубке мира по марафону в Милане, в беге на 10 000 метров стал третьим на Мемориале братьев Знаменских в Волгограде и восьмым на чемпионате СССР в Горьком. Будучи студентом, представлял Советский Союз на Всемирной Универсиаде в Дуйсбурге — в программе марафона показал время 2:14:59 и завоевал серебряную награду. Также в этом сезоне был 12-м на Нью-Йоркском марафоне.
В 1990 году занял 24-е место на Лондонском марафоне, финишировал шестым в беге на 10 000 метров на чемпионате СССР в Киеве, показал 13-й результат в марафоне на чемпионате Европы в Сплите, пятый результат на Фукуокском марафоне.
В 1991 году выступил на нескольких коммерческих шоссейных стартах в США, занял 53-е место на Лондонском марафоне (Кубок мира по марафону), в беге на 10 000 метров был шестым на Мемориале Знаменских в Москве, превзошёл всех соперников на Сибирском международном марафоне в Омске и на Берлинском полумарафоне, пришёл к финишу четвёртым на Берлинском марафоне, сошёл на Калифорнийском международном марафоне в Сакраменто.
В 1992 году занял 35-е место на Лондонском марафоне, третье место на Сибирском международном марафоне, 15-е место на Берлинском марафоне.
В 1993 году финишировал седьмым на Лос-Анджелесском марафоне.
В 1994 году был четвёртым на Севильском марафоне, 14-м на Энсхедском марафоне, вновь выиграл Сибирский международный марафон, показал 12-й результат на Лозаннском марафоне.
В 1995 году стал девятым на Севильском марафоне и шестым на Дунайском марафоне в Братиславе.
Впоследствии занимался бизнесом. Жена Наталья Шагиева (Бардина) — так же титулованная бегунья. В семье пятеро детей: дочери Алсу и Рамиля, сыновья Эмиль, Роберт и Марсель. В 2017 году вместе с женой был награждён медалью ордена «Родительская слава».